# 白猪胆津
白猪 胆津（しらい の いつ）は、飛鳥時代の豪族。6世紀中葉の白猪屯倉の田令。王辰爾の甥。姓は史。

## 経歴
百済系渡来人で白猪氏の祖。白猪氏は新しい統治文筆技術を持つ新来の渡来氏族であった。本拠地は河内国志紀郡長野郷（現在の大阪府藤井寺市付近）。
『日本書紀』巻第十九によれば、欽明天皇30年1月（569年）、同16年(555年）に設置された白猪屯倉も年を経たが、田部で十余歳になっても籍に漏れて課役を逃れるものが多くなったという理由で、詔により王辰爾の甥である胆津が派遣された。胆津は田部を編成し、より正確な丁（よぼろ）の戸籍を作成した。その功績で、「白猪史」の氏と姓を与えられ、さらに田令（屯倉の管理）者に任命されて、児島屯倉の田令である葛城山田直瑞子（かずらき の やまだ の あたい みつこ）の副官となった。
さらに、『書紀』巻第二十によると、敏達天皇3年（574年）、蘇我馬子は吉備国に派遣され、白猪屯倉と田部とを増やしたが、その際に田部の名籍を胆津に授けた、という。

## 考証
『日本書紀』によると王辰爾は船賦を数え録したことを称えられ、船史の氏姓を賜り、王辰爾の甥である胆津が白猪史、王辰爾の弟の王牛が津史の氏姓を賜った。後にそれぞれ連を賜り、その後、船史は宮原宿禰、津史が菅野朝臣、白猪史が葛井連の氏姓を賜った。彼らの祖は古く応神朝の時に日本に来た百済王族の辰孫王とする伝承もあるが、これは創作であり、実際は王辰爾からはじまった氏族である。